# VNREDSat 1A
VNREDSat 1A (ang. Vietnam Natural Resources, Environment and Disaster Monitoring Satellite) – wietnamski satelita teledetekcyjny i obserwacji Ziemi. Satelita rozpoczął budowę krajowego systemu obserwacji Ziemi przez Wietnam, w celu monitorowania zmian klimatycznych, klęsk żywiołowych, zarządzania i zasobami naturalnymi. 
Wyniesiony na orbitę heliosynchroniczną przez firmę Arianespace na podstawie kontraktu z 4 stycznia 2013 roku, wraz z satelitami Proba-V i ESTCube-1. Przekazany do użytku stronie wietnamskiej 4 września 2013. Planowy czas działania statku wynosi 5 lat. Do dnia 1 września 2013 wykonał 9271 zdjęć Ziemi, w tym 909 terytorium Wietnamu.

## Budowa i działanie
Zbudowany przez EADS Astrium na podstawie kontraktu z Wietnamską Akademią Nauki i Techniki VSAT, za kwotę 55,2 mln. euro. Do obsługi powstała dedykowana infrastruktura naziemna, w tym stacja odbioru i przetwarzania danych, zintegrowana z istniejącym systemem ENRMS (ośrodkiem odbioru zdjęć satelitarnych obsługiwanym przez wietnamskie ministerstwo środowiska i zasobów naturalnych); przeszkolono też zagranicą niezbędne kadry. Piętnastu inżynierów wietnamskich brało udział przy budowie statku we francuskiej Tuluzie. 
Satelita jest stabilizowany trójosiowo. Położenie statku określane jest przez trzy czujniki Słońca, szukacz gwiazd, magnetometr, GPS i metodą inercyjną. Układami wykonawczymi są: koła reakcyjne, urządzenia wykorzystujące magnetyczny moment skręcający (magnetorquers) i 4 silniczki na hydrazynę, o ciągu 1 niutona (zapas paliwa wynosił 4,7 kg). Satelita może odchylać się od osi lot o ±30º.
Posiada jeden rozkładany panel ogniw słonecznych (AsGA), zapewniające 180 W energii elektrycznej. Ładują one akumulatory litowo-jonowe o pojemności 15 Ah. 
Komputer pokładowy oparty jest na transputerze T805, mającym do dyspozycji pamięć stałą o pojemności 64 Gbitów, pamięć operacyjną 1 Gbitów DRAM i 8 Mbitów pamięci Flash EEPROM. Dane z satelity pobieraną są w paśmie X, z przepustowością do 60 Mbps. Telemetria i rozkazy przesyłane są poprzez dwa transceivery pasma S (rozkazy: 20 kbps; telemetria: 25-384 kbps).
Satelita może wykonywać zdjęcia powierzchni Ziemi z rozdzielczością do 2,5 metra (10 m w trybie wielospektralnym) za pomocą instrumentu NAOMI (New AstroSat Optical Modular Instrument), opartego o teleskop w układzie Korscha. Element światłoczuły stanowi 10-bitowa matryca CCD z 7000 pikseli (4 razy 1750 pikseli w trybie wielospektralnym), firmy 2v. Zakres czułości instrumentu mieści się w zakresie 0,45-0,75 µm. Przyrząd został zbudowany przez EADS Astrium SAS.